# Bataille de Bothwell Bridge
Rébellion covenantaire de 1679
Batailles
Drumclog - Bothwell Bridge
La bataille de Bothwell Bridge, ou de Bothwell Brigg, ou de Bothwell Brig, oppose en Écosse, non loin de Hamilton, le 22 juin 1679, les troupes royalistes du duc de Monmouth aux rebelles covenantaires, qui sont mis en déroute.

## Contexte
On appelle covenantaires les presbytériens politisés, car ils exigent l'adhésion du roi au National Covenant de 1638 et aux Solemn League and Covenant de 1643.
En 1679, la décision d'introduire une hiérarchie épiscopalienne dans l'Église d'Écosse provoque un soulèvement covenantaire dans le sud du pays. Le 3 mai, l'archevêque de Saint Andrews est assassiné. Le 1er juin, les rebelles obtiennent une victoire à la bataille de Drumclog sur les dragons écossais de John Graham de Claverhouse.
Ce succès permet certes aux insurgés de voir grossir leurs rangs, pour atteindre jusqu'à 6 000 hommes. Mais ils négligent de profiter de leur avantage : ils laissent le temps à George Ross d'organiser la défense de Glasgow. Ils échouent à prendre la ville, tandis que le gouvernement dépêche en Écosse le duc de Monmouth et des troupes anglaises.

## La bataille
Les covenantaires sont établis au sud de la Clyde, sur la rive gauche, près du village et du château de Bothwell. Ils sont à court de vivres. En fait d'artillerie, ils ne disposent que d'un petit canon. Ils sont mal armés, mal encadrés, peu entraînés, indisciplinés.
Surtout, les différends entre fanatiques et modérés ont pris un tour aberrant. Le commandant en chef des rebelles, Robert Hamilton (qui deviendra plus tard Robert Hamilton de Preston), est un extrémiste qui ne veut pas de modérés dans ses rangs. Hamilton et d'influents pasteurs fanatiques sèment la zizanie dans leurs propres troupes en fustigeant les indulged, les pasteurs modérés ayant bénéficié de la Déclaration d'indulgence de Charles II (qui leur permet de revenir prêcher dans leur paroisse, mais à de sévères conditions). L'intransigeance de Hamilton vaut aux covenantaires de nombreuses défections : ils ne sont plus que 4 000 le 22 juin. Au lieu de prendre des dispositions pour le combat, les extrémistes mobilisent toutes les énergies dans de violentes querelles d'ordre théocratique, allant jusqu'à chasser des officiers et des combattants modérés à quelques minutes de la bataille.

On trouve parmi les covenantaires le prédicateur Donald Cargyll, le poète et soldat William Cleland, ainsi que deux des assassins de l'archevêque de Saint Andrews : le prédicateur et soldat David Hackston de Rathillet, et John Balfour de Kinloch, dit Burley.

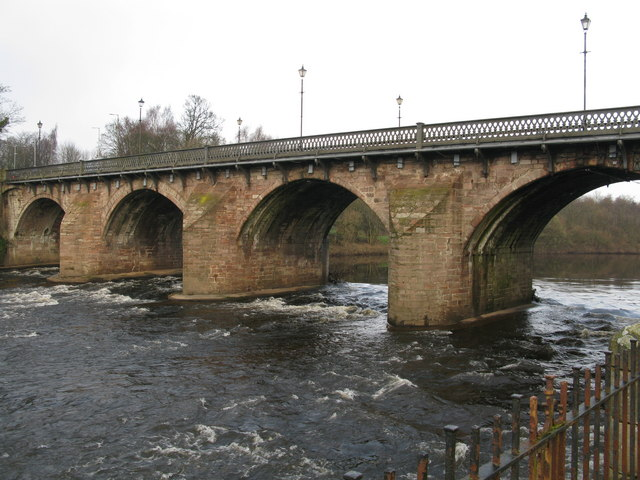
Le pont de Bothwell, sur la Clyde. Il a été en grande partie reconstruit au XIXe siècle.

Les troupes royalistes et les milices se présentent par le nord, sur la rive droite. Elles comptent de 2 500  à   15 000 hommes, selon les sources, et disposent de quatre pièces d'artillerie. Elles ont à leur tête le duc de Monmouth, qui commande la cavalerie. Il est épaulé de Claverhouse et de ses dragons, et de George Livingston, comte de Linlithgow, qui commande l'infanterie. James, comte de Home, et James Ogilvy, comte d'Airlie, sont venus avec leurs régiments ; Charles Erskine, comte de Mar, avec une partie de son régiment d'infanterie.
Un pont long et étroit, bien fortifié, pourvu d'une barricade en son milieu, enjambe la Clyde. Il est défendu par David Hackston, une corde autour du cou, à la tête de 300 hommes du Galloway, choisis parmi les rebelles les plus expérimentés. Ils prennent position dans les maisons et les fourrés encadrant la tête de pont, tandis que la cavalerie, menée par Burley et par le capitaine John Nisbet, tient la rive en amont. Le gros des troupes covenantaires reste en arrière, sur la lande.
Claverhouse est chargé de franchir la rivière. Mais la mousqueterie nourrie de Hackston et des siens interdit tout passage à gué. Le combat se concentre donc sur le pont. À l'arrière, les covenantaires sont toujours dans leurs extravagants débats politico-religieux, ne se souciant pas de répondre aux demandes réitérées de Hackston, qui combat valeureusement, mais qui manque de munitions. En fait de poudre, il n'obtient qu'un tonneau de raisins. Il tient une heure, peut-être trois heures, selon les sources. Puis il doit se replier. Voyant cela, les covenantaires de l'arrière sont brutalement rappelés au sens des réalités. Certains commencent à fuir. Claverhouse franchit l'ouvrage, et déploie ses dragons sur la rive gauche. Les covenantaires n'opposent pas une grande résistance. Ils sont vite mis en déroute. Bien que Monmouth ait ordonné de faire quartier, les dragons de Claverhouse tiennent à se venger férocement de leur défaite de Drumclog. Quatre cents à sept cents covenantaires sont tués. Mille deux cents sont faits prisonniers.

## Après la bataille
En dépit des forces en présence, cet engagement est de médiocre importance sur le plan militaire. Mais il marque la fin de la rébellion covenantaire.
Quelques mois plus tard, des irréductibles répondent à l'appel du prédicateur extrémiste Richard Cameron. Ils forment en 1682 les Sociétés unies, et sont dès lors connus sous le nom d'hommes de la Société, ou sous celui de caméroniens.
Les covenantaires font l'objet de persécutions jusqu'en 1689 : c'est la période du Killing Time, qui culmine en avril et mai 1685.

## Dans la littérature
Walter Scott décrit fidèlement l'événement dans son roman Les Puritains d'Écosse (Old Mortality). Il s'attache particulièrement aux dissensions entre covenantaires modérés et fanatiques. Il mêle à ses personnages de fiction des figures historiques : Montmouth, Claverhouse, le covenantaire extrémiste Burley. Le rôle joué par David Hackston dans la défense du pont est attribué au personnage central du livre, Henry Morton.